# Kom för att lära oss leva
Kom för att lära oss leva är en psalm med text skriven 1964 av William Gaither och Gloria Gaither. Musiken skrevs samma år av William Gaither. Texten översattes till svenska 1987 av Gun-Britt Holgersson.

## Publicerad i
- Segertoner 1988 som nr 378 under rubriken "Fader, son och ande - Anden, vår hjälpare och tröst".[1]